# Acacia rurrenabaqueana
Acacia rurrenabaqueana é uma espécie de leguminosa do gênero Acacia, pertencente à família Fabaceae.